# Ralf Hoyer
Ralf Hoyer (* 13. April 1950 in Berlin) ist ein deutscher Komponist.

## Leben
Hoyer studierte Tonmeister an der Hochschule für Musik „Hanns Eisler“ Berlin. Danach war er Tonregisseur im VEB Deutsche Schallplatten und von 1977 bis 1980 Meisterschüler für Komposition bei Ruth Zechlin und Georg Katzer an der Akademie der Künste der DDR in Berlin. Er arbeitete für verschiedene Theater, vor allem für das Maxim-Gorki-Theater und das Deutsche Theater Berlin. Für Kinder komponierte er 1982 nach einem Text von Peter Hacks das Stück Das musikalische Nashorn. Szenische Kammermusik für Kinder und mit Kindern.
1991 gründete er die Initiative Neue Musik Berlin. Von 1995 bis 1998 war er Vorsitzender der Sektion Berlin des Deutschen Komponistenverbandes. Von 2010 bis 2013 war er Vorsitzender der Berliner Gesellschaft für Neue Musik. Seine Werke wurden in Europa und den USA aufgeführt.

## Auszeichnungen
- 1983: Hans-Stieber-Preis
- 1985: Hanns-Eisler-Preis
- 1987: Kritikerpreis der Berliner Zeitung

## Filmmusik
- 1990: Sehnsucht
- 1991: Tanz auf der Kippe

## Hörspiel
- 1980: Die Mondjungfrau und die Sonnenjungfrau/Die Spiegel der Himmelsfeen (Chinesische Märchen) – Regie: Karin Lorenz (Kinderhörspiel – Litera)

## Herausgaben
- Musik im Dialog II (= Jahrbuch der Berliner Gesellschaft für Neue Musik; 1998). Herausgegeben von Christoph Metzger und Ralf Hoyer. Pfau-Verlag, Saarbrücken 1998, ISBN 3-89727-071-4. (Darin Gespräche von Hoyer mit verschiedenen Komponisten.)